# (33377) Večerníček
(33377) Večerníček, désignation internationale (33377) Vecernicek, est un astéroïde de la ceinture principale.

## Description
(33377) Vecernicek est un astéroïde de la ceinture principale. Il fut découvert le 12 février 1999 à l'Observatoire d'Ondřejov par Petr Pravec. Il présente une orbite caractérisée par un demi-grand axe de 2,28 UA, une excentricité de 0,13 et une inclinaison de 7,2° par rapport à l'écliptique.

## Compléments